# Andreï Semionov (athlétisme)
Andrey Alekseyevich Semyonov (en russe : Андрей Алексеевич Семёнов, translittération française : Andreï Alexeïevitch Semionov ; né le 16 août 1977 à Léningrad, URSS) est un athlète russe spécialiste du 400 mètres. Il mesure 1,93 m pour 90 kg.

## Biographie

### Palmarès
| Date | Compétition                    | Lieu     | Résultat | Épreuve   | Performance   |
| ---- | ------------------------------ | -------- | -------- | --------- | ------------- |
| 2000 | Championnats d'Europe en salle | Gand     | —        | 4 x 400 m | DSQ           |
| 2001 | Championnats du monde en salle | Lisbonne | 2e       | 4 x 400 m | 3 min 04 s 82 |
| 2002 | Championnats d'Europe          | Munich   | 2e       | 4 x 400 m | 3 min 01 s 34 |

### Records
| Épreuve    | Performance | Lieu  | Date            |
| ---------- | ----------- | ----- | --------------- |
| 400 mètres | 45 s 85     | Toula | 24 juillet 2000 |